# Jenny Ovtcharov
Jenny Ovtcharov (née Mellström le 1er octobre 1988 à Stockholm) est une joueuse de tennis de table suédoise.

## Carrière
Sa carrière débute dans le Nord de la Suède, à Umeå, où elle grandit. Elle remporte les championnats suédois de tennis de table en 2002, 2003 et 2004, et a joué pour l'équipe nationale suédoise pendant huit ans.
Elle joue en prise classique et est droitière.

## Vie privée
Elle est mariée depuis 2013 avec le pongiste allemand Dimitrij Ovtcharov. Ils ont une fille tous les deux, nommée Emma et née en 2016,.